# Порт-дю-Керсі
Порт-дю-Керсі (фр. Porte-du-Quercy) — муніципалітет у Франції, у регіоні Окситанія, департамент Лот. Порт-дю-Керсі утворено 1 січня 2019 року шляхом злиття муніципалітетів Ле-Бульве, Фарг, Сен-Матре i Со. Адміністративним центром муніципалітету є Ле-Бульве. Населення — 547 осіб (01.01.2021).